# Comissari Europeu de Política Regional
El Comissari Europeu de Política Regional és un membre de la Comissió Europea responsable de l'àrea de la política regional de la Unió Europea així com del Fons Europeu de Desenvolupament Regional.
La seva actual comissària és la romanesa Corina Crețu.

## Orígens
Aquesta cartera fou creada l'any 1967 en la formació de la Comissió Rey. Al llarg de la seva història s'ha denominat, així mateix, Comissari Europeu de Política Regional i Cohesió.

## Llista de Comissaris de Política Regional
| Comissió               | Inici                  | Finalització       | Nom          | País     | Partit |
| Rey                    |                        |                    |              |          |        |
| ---------------------- | ---------------------- | ------------------ | ------------ | -------- | ------ |
| Rey                    | 2 de juliol de 1967    | 30 de juny de 1970 | Hans Groeben | Alemanya | ind.   |
| Malfatti               |                        |                    |              |          |        |
| 1 de juliol de 1970    | 21 de març de 1972     | Albert Borschette  | Luxemburg    | ind.     |        |
| Mansholt               |                        |                    |              |          |        |
| 22 de març de 1972     | 5 de gener de 1973     | Albert Borschette  | Luxemburg    | ind.     |        |
| Ortoli                 |                        |                    |              |          |        |
| 6 de gener de 1973     | 5 de gener de 1977     | George Thomson     | Regne Unit   | Lab.     |        |
| Jenkins                |                        |                    |              |          |        |
| 6 de gener de 1977     | 5 de gener de 1981     | Antonio Giolitti   | Itàlia       | PSI      |        |
| Thorn                  |                        |                    |              |          |        |
| 6 de gener de 1981     | 5 de gener de 1985     | Antonio Giolitti   | Itàlia       | PSI      |        |
| Delors I               |                        |                    |              |          |        |
| 6 de gener de 1985     | 5 de gener de 1989     | Grigórios Varfis   | Grècia       | ind.     |        |
| Delors II              |                        |                    |              |          |        |
| 6 de gener de 1989     | 5 de gener de 1993     | Bruce Millan       | Regne Unit   | Lab.     |        |
| Delors III             |                        |                    |              |          |        |
| 6 de gener de 1993     | 22 de gener de 1995    | Bruce Millan       | Regne Unit   | Lab.     |        |
| Santer                 |                        |                    |              |          |        |
| 23 de gener de 1995    | 15 de març de 1999     | Monika Wulf        | Alemanya     | SPD      |        |
| Marín                  |                        |                    |              |          |        |
| 16 de març de 1999     | 15 de setembre de 1999 | Monika Wulf        | Alemanya     | SPD      |        |
| Prodi                  |                        |                    |              |          |        |
| 16 de setembre de 1999 | 31 de març de 2004     | Michel Barnier     | França       | UMP      |        |
| 1 d'abril de 2004      | 21 de novembre de 2004 | Jacques Barrot     | França       | UMP      |        |
| 1 de maig de 2004      | 21 de novembre de 2004 | Péter Balázs       | Hongria      | ind.     |        |
| Barroso I              |                        |                    |              |          |        |
| 22 de novembre de 2004 | 4 de juliol de 2009    | Danuta Hübner      | Polònia      | ind.     |        |
| 4 de juliol de 2009    | 9 de febrer de 2010    | Paweł Samecki      | Polònia      | ind.     |        |
| Barroso II             |                        |                    |              |          |        |
| 9 de febrer de 2010    | 1 de novembre de 2014  | Johannes Hahn      | Àustria      | ÖVP      |        |
| Juncker                |                        |                    |              |          |        |
| 1 de novembre de 2014  |                        | Corina Crețu       | Romania      | PSD      |        |